# Мачула
Мачу́ла (контамінація мачула — «палиця», «мачуґа» + *мочуло, *мочало, *мочило) — волокно, добуте з луб'яного шару кори молодої липи вимочуванням. З мачули роблять рогожі, мачулки та деякі інші вироби. Мачулою також називають і саму рогожу, а також мачулку.
На відміну від лика для плетіння личаків, яке знімали з дерев не старше, ніж десять років, на сировину для мачули йшла кора старих лип. На стовбурі з обох боків робили поздовжні розрізи, потім клином відділяли від деревини два жолоби-півциліндри. Щоб отримати мачулу, луб вимочували у мочилах — спеціальних ямах, ковбанях, наповнених водою. Добре вимочену сировину висушували, а взимку починали мачульне виробництво.
Сфера застосування мачули була колись вельми широкою. Із зв'язаних у пучок волокон виходила лазнева мачулка або віхоть для посуду, з такого ж пучка на руків'ї — квач для білення стін, печей, змащування коліс коломаззю. З мачули плели рогожі, рибальські мережі, мотузки. Давні германці шили одяг з мачульної тканини. У старі часи мачулу використовували й у столярстві: для набивання м'яких меблів.